# Ocquier
Ocquier (en wallon Okir) est une section de la commune belge de Clavier située en Région wallonne dans la province de Liège.
C'était une commune à part entière avant la fusion des communes de 1977. Elle relève de la maison du tourisme du Pays de Huy.
La section Ocquier de Clavier compte le hameau Amas avec son château.

## Étymologie
Le nom d’Ocquier apparait pour la première fois sous la forme d'Okeries dans une donation datant de 959. Ce nom signifiait peut-être "la terre appartenant à Okko".

## Géographie

### Situation
Ocquier se situe principalement sur la rive droite et le versant sud du petit ruisseau d'Ocquier qui, venant de Vervoz, se jette dans le Néblon à hauteur d'Amas, à l'est du village. Quant au Néblon, appelé localement l'Ombre, il coule à environ un kilomètre au sud-est du centre du village et sert de limite entre les provinces de Liège et de Luxembourg. La vallée dans laquelle est situé le village se trouve à 250 mètres d’altitude, tandis que les crêtes qui l’entourent culminent à 300 mètres. 
Notons que le tripoint commun aux provinces de Liège, Namur et Luxembourg se trouve sur le Néblon, aux limites d'Ocquier, Bonsin (province de Namur) et Borlon (province de Luxembourg).
La localité se trouve au carrefour de la N638 Esneux-Méan et de la N641 qui mène du village à Huy.

## Démographie
- Sources:INS, Rem:1831 jusqu'en 1970=recensements, 1976= nombre d'habitants au 31 décembre

## Histoire

### Antiquité
Contrairement à ce qu'on lit souvent, aucune trace archéologique ne documente une occupation du site d’Ocquier dans l’Antiquité. Les plus anciennes traces retrouvées, des sépultures trouvées sous le chœur de l’église Saint-Remacle, ne remontent pas plus loin que le Haut Moyen Age. 
Cette confusion a été introduite par Léon Caris, qui consacra en 1965 un chapitre de son ouvrage sur Ocquier au site romain de Vervigium (à Vervoz), distant d’Ocquier de 2 kilomètres et demi, dont il rattache abusivement l’histoire à celle d’Ocquier. Certains artéfacts romains ont été retrouvés à Ocquier, mais ils ont probablement été prélevés à Vervigium au Moyen Age, bien après l'abandon supposé du site au 4e siècle.

### Moyen-Age
Les plus anciennes traces archéologiques retrouvées à Ocquier, sous l'église Saint-Remacle, datent du 10e siècle au plus tard. C'est à la même époque qu'est mentionnée pour la première fois une "terre de Saint Remacle à Ocquier" dans une donation datant de 959. Ce document est en même temps la première mention du nom du futur village, et de son appartenance à l'abbaye de Stavelot.
Au Moyen Age central , une réorganisation des routes commerciales fait d’Ocquier un carrefour des échanges entre Huy, Stavelot et Durbuy, ainsi qu'un centre domanial prospère depuis lequel on rend la justice banale et on collecte l'impôt dans les environs. Le village compte au 12e siècle une paroisse, un moulin, et produit des céramiques mosanes. 

### Temps Modernes et contemporains
Ocquier appartient de sa fondation jusqu'en 1795 à la Principauté de Stavelot-Malmedy, puis au département de l'Ourthe à la période française jusqu'en 1815. Devenue une commune de Belgique en 1830, elle est annexée à la commune voisine de Clavier en 1977.

## Héraldique
|  | Le motif du loup apprivoisé, portant des hottes de pierres, est tiré de la légende de Saint Remacle et rappelle l'abbaye de Stavelot, à laquelle le village appartenait jusqu'à la Révolution française. Blasonnement : D'argent à un loup chargé de deux hottes remplies de pierres, au naturel, passant devant un arbre de sinople, le tout sur une terrasse du même. - Arrêté royal : 12 février 1968 |

## Patrimoine et culture

### Patrimoine architectural
Il est l'un des villages les plus typiques et authentiques du Condroz avec son bel ensemble d'anciennes bâtisses en pierres du pays (pierre calcaire).
- Le chef-d'œuvre par excellence de ce village condrusien est, sans conteste, sa belle église romane Saint-Remacle. Bâti dès 1017 et restauré au début des années 2000, cet édifice chargé d'histoire qui fêtera bientôt son millénaire, est un témoin remarquable et unique dans la région de cette époque du Moyen Âge.

- La Ferme aux Grives surnommée en wallon Les Cint Finiesses (Les Cent Fenêtres) ou encore la Ferme des Moines était une possession des moines de la principauté de Stavelot-Malmedy dont Ocquier faisait partie. Cette ferme est citée dès le XIe siècle et fut reconstruite après 1653. Elle servit en outre de relais postal[14]. Elle est bâtie en pierre calcaire et sa toiture est recouverte d'ardoises.

- Le moulin à eau et sa roue à aubes toujours visible à côté du ruisseau d'Ocquier.
- Le Castel du Val d'Or.

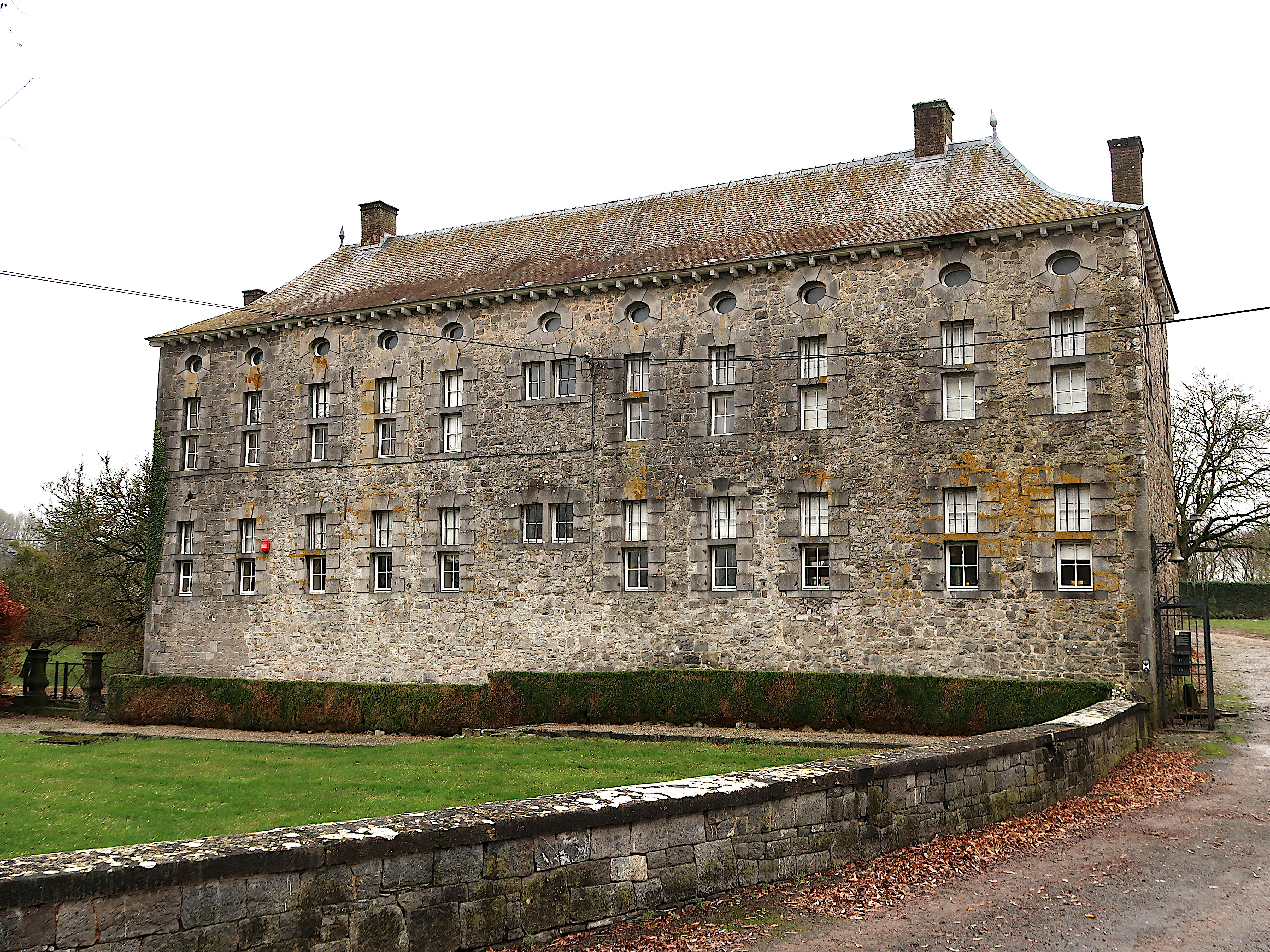
La ferme aux Grives (Les Cint Finiesses).
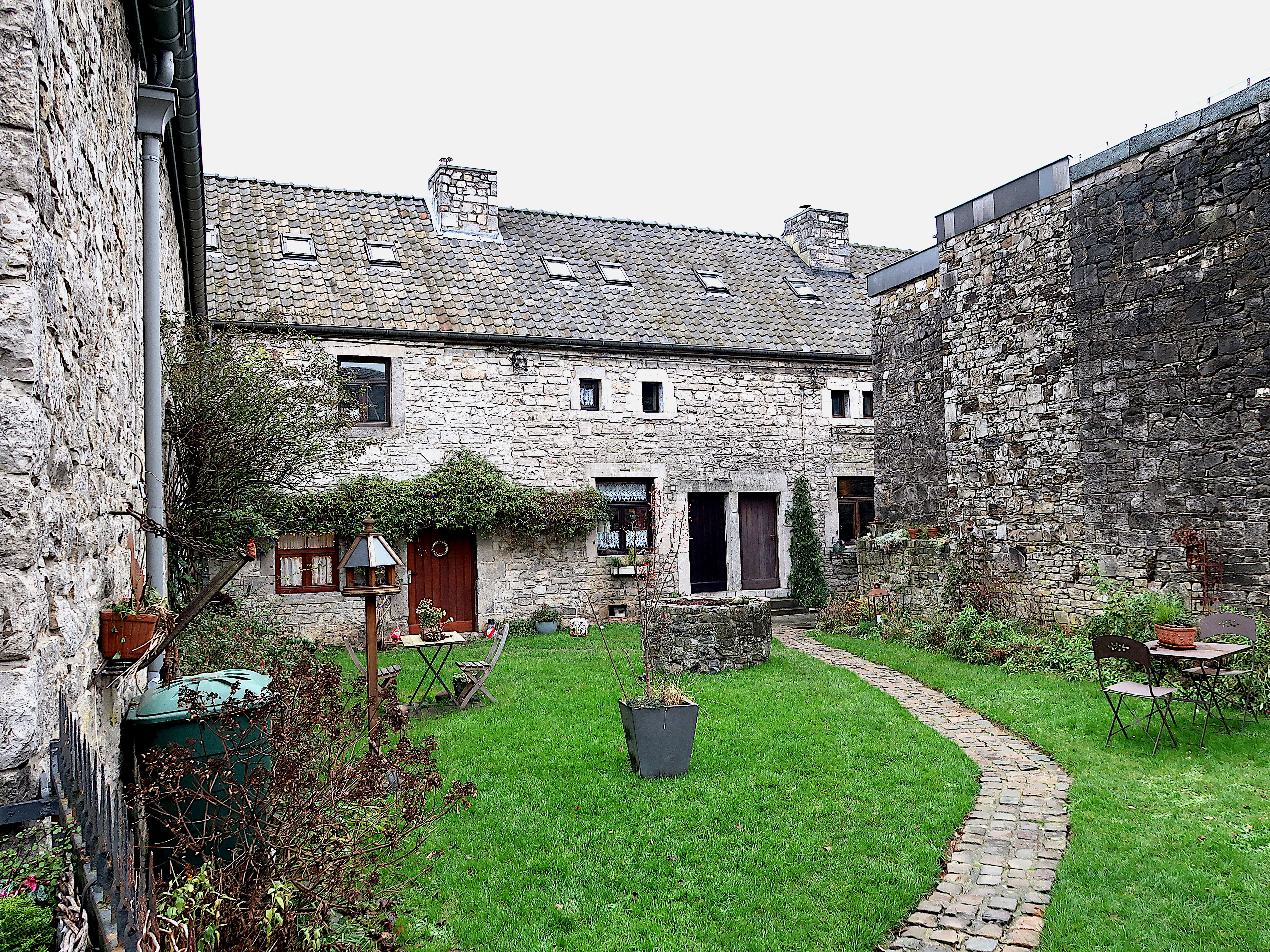
Cour des Moines (11e siècle).
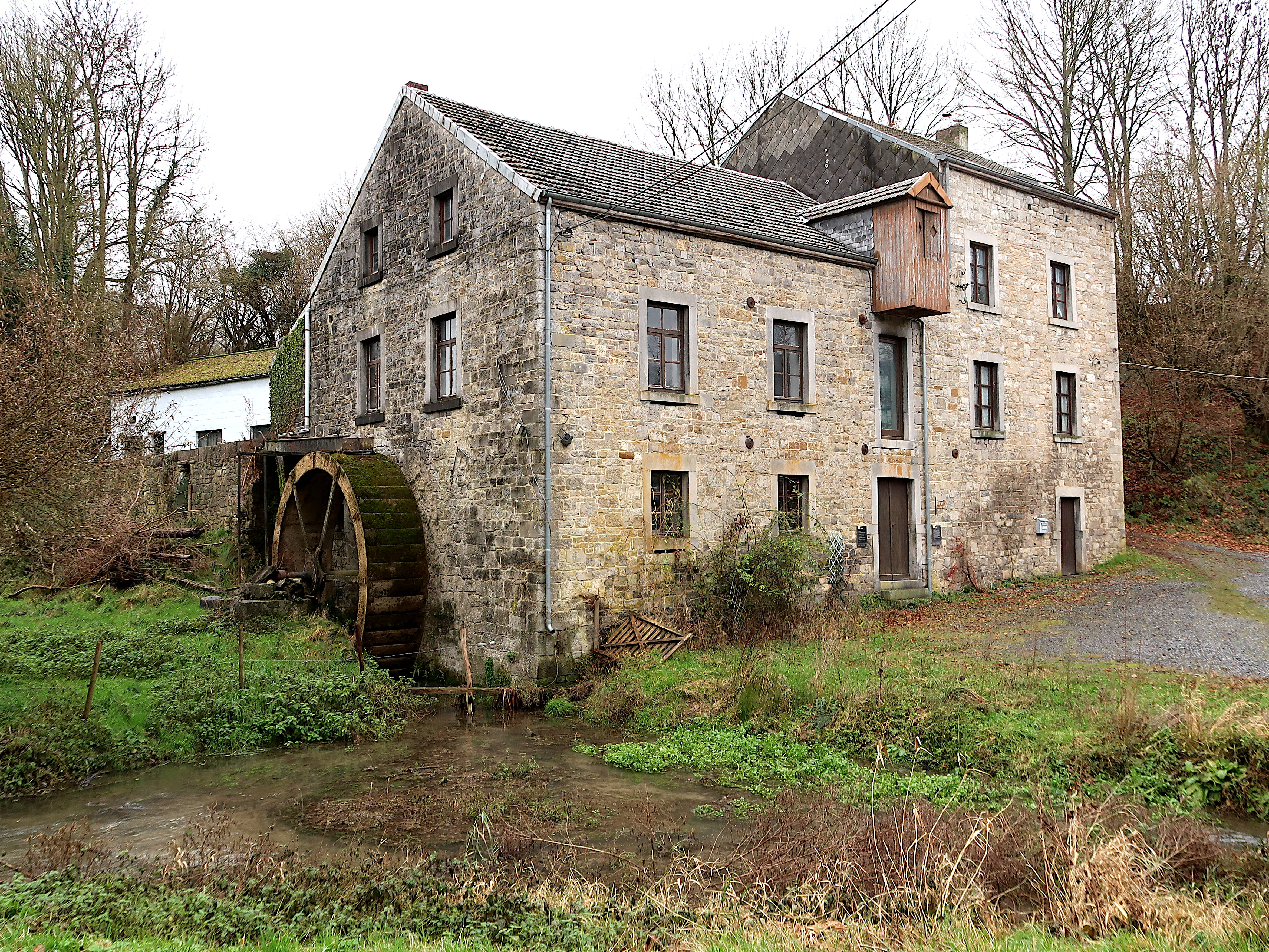
Moulin d'Ocquier.
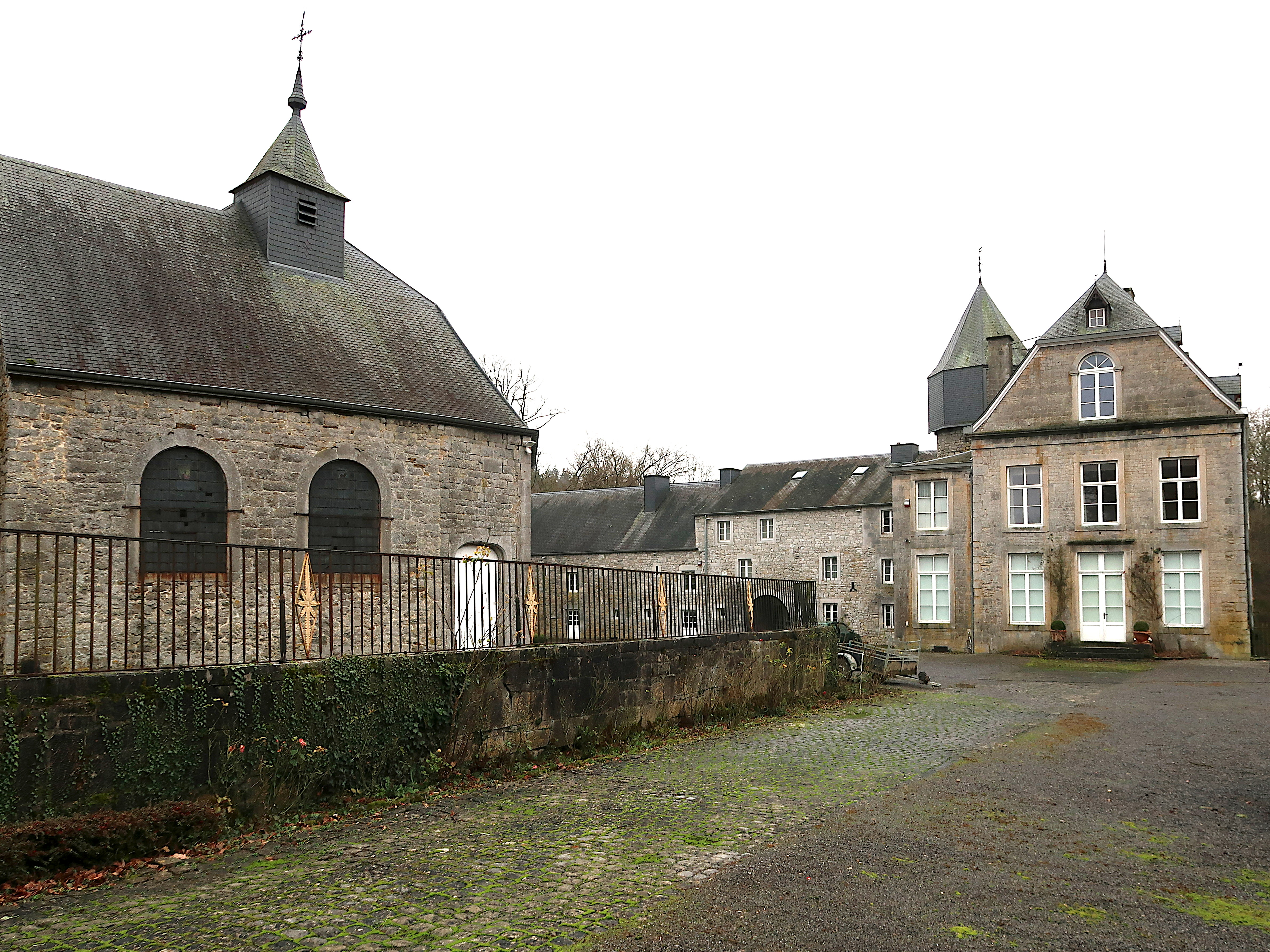
Château d'Amas avec chapelle.
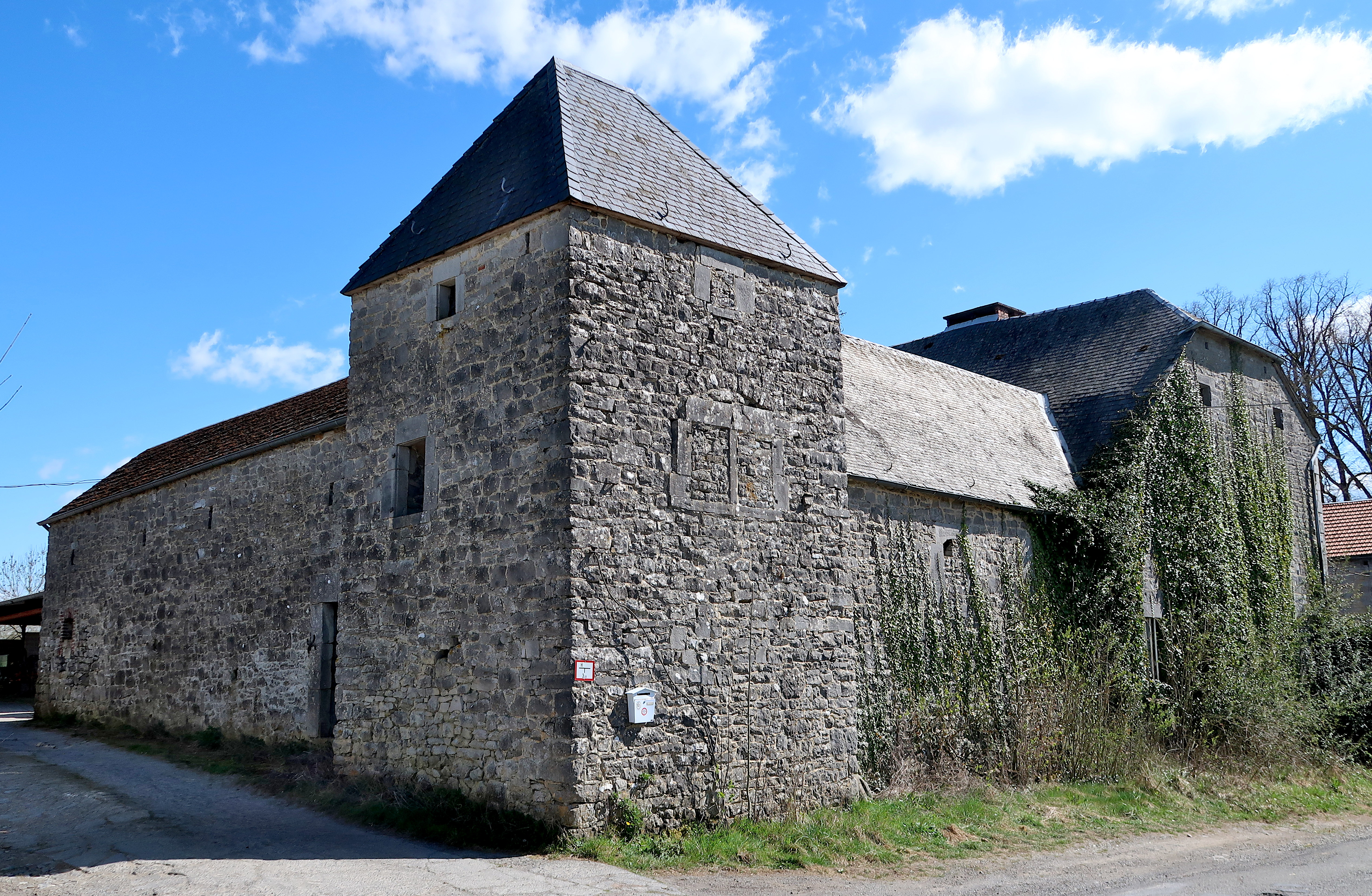
Ferme des Moines à Amas.

## Économie
Les Ateliers Poncin, une importante entreprise de constructions métalliques, sont implantés à la sortie du village en direction de Méan. Ces ateliers ont fourni les éléments métalliques de la passerelle La Belle Liégeoise à Liège, en particulier les six tronçons de cet ouvrage long de 294 mètres.

## Vie associative
Ocquier possède une école communale, des clubs de football (C.S. Ocquier) et de tennis ainsi qu'une piscine en plein air d'une longueur de 25 mètres ouverte chaque été depuis 1958.